# Kim cang đứng
Kim cang đứng hay cẩm cang thẳng đứng (danh pháp: Smilax verticalis) là một loài thực vật có hoa trong họ Smilacaceae. Loài này được Gagnep. miêu tả khoa học đầu tiên năm 1934.